# Galaxia elíptica M87
La galaxia elíptica M87 (también conocida como Galaxia Virgo A, Virgo A, Messier 87, M87, o NGC 4486) es una galaxia elíptica gigante fácil de ver con telescopios de aficionado. Se trata de la mayor y más luminosa galaxia de la zona norte del Cúmulo de Virgo, y se halla en el centro del subgrupo Virgo A (el más masivo de todos los subgrupos en los que se divide el cúmulo). La galaxia también contiene un núcleo galáctico activo notable, que es una fuente de alta intensidad de radiación de longitud de onda amplia, en particular en radiofrecuencias, y un chorro de plasma energético que se origina en el núcleo y se extiende al menos 1500 pársecs (4900 años luz), y viajan a una velocidad relativista. Puesto que es la galaxia elíptica más brillante cercana a la Tierra y una de las fuentes de radio más brillantes del cielo, es un objetivo popular tanto para la astronomía amateur como para el estudio científico. Se estima que la galaxia tiene una masa dentro de un radio de 32 kpc de 2,6 ± 0,3 × 1012 masas solares, el doble de masa que nuestra galaxia, e incluyendo materia oscura puede ser 200 veces más masiva que esta. M87 se encuentra a unos 16,4 millones de pársecs (53 millones de años luz) de la Tierra.

## Cúmulos globulares y halo exterior
M87 tiene una población inusualmente grande de cúmulos globulares. En un sondeo del 2006, se estimó que habría unos 12.000 ± 800 cúmulos alrededor de M87, en comparación con los 150-200 de la Vía Láctea.
Además, está rodeada por un gran halo solo visible en fotografías de muy larga exposición y sensibilidad, de forma muy elongada e irregular y que se extiende al menos 30 minutos de arco (el tamaño aparente de la Luna llena) -correspondiente a un tamaño real de más de medio millón de años luz a la distancia de esta galaxia-, y que se cree que está formado por estrellas pertenecientes a galaxias que han sido destruidas por la atracción gravitatoria de M87 en encuentros cercanos con ella, para después ser absorbidas finalmente. Dicho halo parece estar distorsionado por la atracción gravitatoria de galaxias vecinas del cúmulo de Virgo, y su presencia explica que M87 se clasifique a veces como una galaxia de tipo cD, aunque incipiente.
Al parecer, el halo llega hasta una distancia de alrededor de 150 kilopársecs; se desconoce la razón por la que acaba a esa distancia, y las posibilidades barajadas incluyen un encuentro pasado entre M87 y otra galaxia -seguramente M84- o una contracción de este debido a materia oscura cayendo hacia la galaxia aquí tratada; el mismo estudio en el que se ha sugerido esto también propone que M87 y M86 están cayendo la una hacia la otra y que están siendo observadas justo antes de su primer acercamiento cercano. En él, también existen diversas corrientes de estrellas, y se cree que han sido arrancadas de otras galaxias cercanas o que son restos de galaxias menores destruidas y absorbidas por M87.

## Chorro de materia y medio interestelar

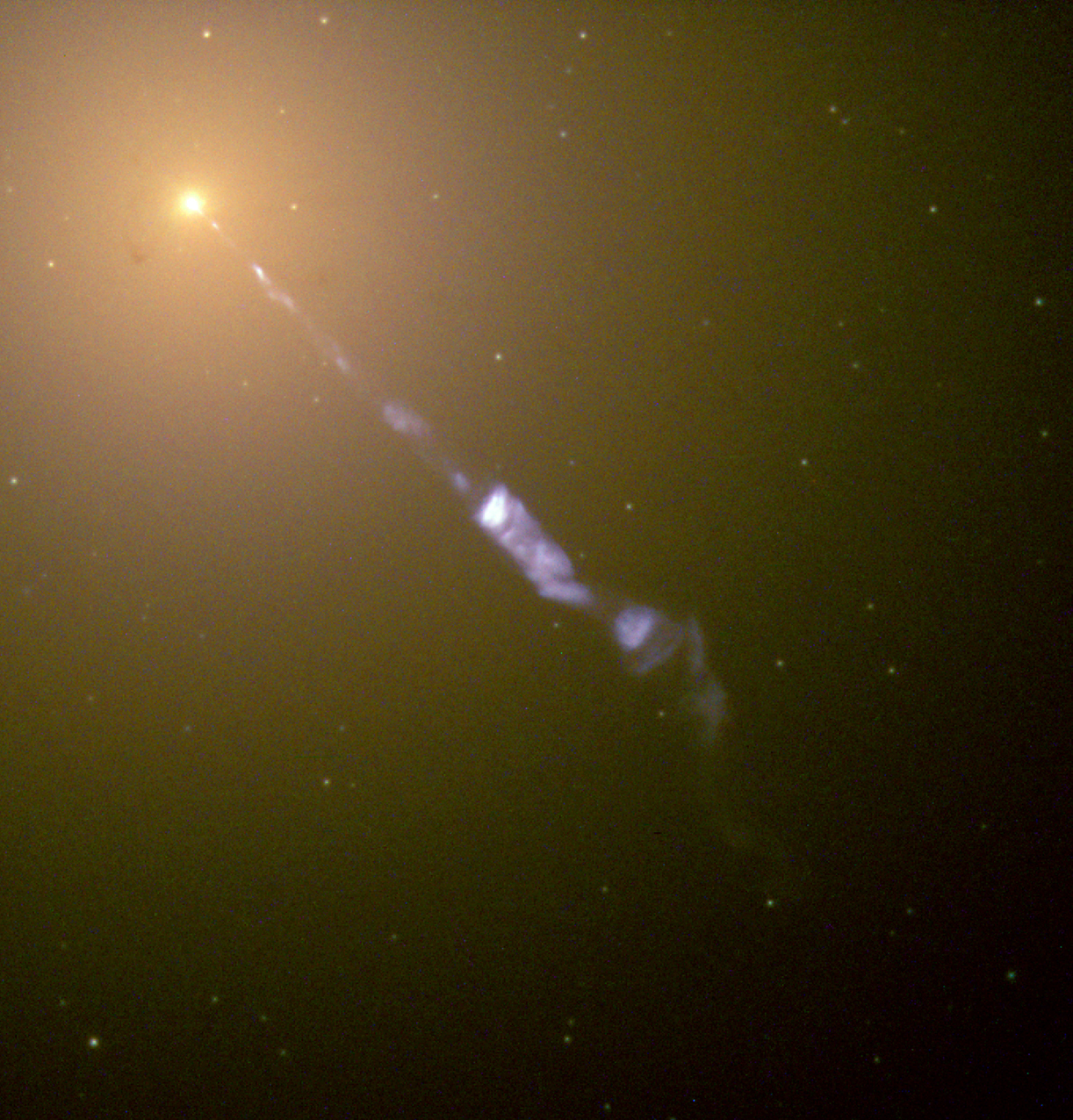
Vista del chorro de materia de M87, tomada por el telescopio Hubble.

En 1918, el astrónomo Herber Curtis, del Observatorio Lick, descubrió un chorro de materia procedente de la M87, que describió como "un curioso rayo recto". Este chorro de materia o jet se extiende al menos 5000 años luz desde el núcleo de M87, y está formado por materia eyectada de la propia galaxia, probablemente por un agujero negro supermasivo situado en su centro. Los astrónomos creían que el agujero negro en esta galaxia tiene una masa aproximada de 3200 millones de masas solares, pero investigaciones recientes suben esa masa hasta entre 6400 y 6600 millones de masas solares. Este agujero negro está rodeado por un disco de gas caliente, que le alimenta a razón de una masa solar cada 10 años, y se ha sugerido que su posición no coincide con la del centro exacto de esta galaxia, y está aproximadamente a 22 años luz de él (algo cuyas causas se desconocen y que ha sido atribuido a que M87 hubiera nacido tras la fusión de dos galaxias anteriores con agujeros negros supermasivos en su centro y que, al fusionarse estos, hubiera acabado allí, o también a que el jet hubiera propulsado al agujero negro a esa distancia).
El 22 de agosto de 2013, se publicó un estudio basado en observaciones realizadas, desde 1995 hasta el 2008, por diversos especialistas del Universo profundo, aprovechando las posibilidades del telescopio espacial Hubble. Obtuvieron una serie de películas a intervalos que muestran un chorro de plasma de 5000 años luz de largo que es expulsado de un agujero negro supermasivo. Ese agujero negro parece que se sitúa en el centro de la galaxia M87. Parece que encontró evidencias que sugieren el movimiento en espiral de ese chorro, creando un campo magnético en forma de hélice que rodea al agujero negro. En la parte exterior del chorro, un grupo de gas brillante, al que llamaron “nudo B”, parece que va en zig-zag.
Otros autores niegan que tal desplazamiento exista. En M87, también se ha encontrado una fuente intensa de rayos X, y su proximidad significa que es una de las radiogalaxias mejor estudiadas.
Hay gas cayendo hacia la galaxia a un ritmo de 2-3 masas solares por año, gran parte del cual acaba en la región central de esta y que al menos en parte parece proceder de una galaxia menor rica en gas que está siendo absorbida por M87.
El medio interestelar de esta galaxia está ocupado por un gas enriquecido en elementos cómo carbono y nitrógeno, que han sido producidos sobre todo por estrellas existentes en la rama asintótica gigante, y oxígeno y hierro producidos por supernovas, sobre todo de tipo Ia. La abundancia de estos elementos es de la mitad de la abundancia en el Sol hasta un radio de 4 kilopársecs, y aumenta a partir de este radio.
Finalmente, M87 cuenta con diversos filamentos de polvo con masas de alrededor de 10000 masas solares, y otros de gas caliente que parecen proceder de la galaxia menor en proceso de absorción mencionada antes, y está rodeada por un halo de gas caliente.

## Movimiento superlumínico
En las imágenes realizadas por el telescopio espacial Hubble en 1999, se midió el movimiento del chorro de materia de M87, y se halló que es de cuatro a seis veces la velocidad de la luz. Este movimiento es el resultado visual de la velocidad relativista del chorro de materia, y no de un movimiento superlumínico verdadero. La detección de tal movimiento respalda la teoría que afirma que cuásares, objetos BL Lacertae y radiogalaxias pueden ser el mismo fenómeno, conocido como galaxias activas, vistas desde distintas perspectivas; de hecho, algunos astrónomos han sugerido que M87 puede ser en realidad una galaxia de tipo BL Lacertae (aunque, a diferencia de otros objetos de esta clase, con un núcleo de poco brillo, comparado con el resto de la galaxia) vista desde un ángulo que resulta desfavorable para apreciar las propiedades de este tipo de objetos.

## Lazos y anillos de emisión de rayos X
Las observaciones realizadas por el telescopio espacial Chandra indican la presencia de lazos y anillos en el gas caliente de emisión de rayos X que se extiende por el cúmulo y rodea a M87. Estos lazos y anillos son formados por ondas de presión. Las ondas de presión son causadas por la variaciones en la velocidad en que la materia es eyectada por el agujero negro supermasivo en chorros. La distribución de los lazos sugiere que las erupciones menores ocurren cada seis millones de años. Uno de los anillos, causado por una erupción mayor, es una onda de choque de 85.000 años luz de diámetro alrededor del agujero negro. Otras características notables son los finos filamentos de emisión de rayos X, que se extienden hasta una longitud de 100.000 años luz, y una gran cavidad en el gas caliente, causada por una gran erupción hace 70 millones de años.
A diferencia de lo que ocurre en otras galaxias elípticas gigantes situadas en el centro de cúmulos de galaxias como, por ejemplo, NGC 6166, las erupciones regulares impiden que el gas caliente que llena el medio intergaláctico del cúmulo de Virgo caiga hacia el centro de esta galaxia, por lo que se enfría y se forman estrellas, lo que implica que la evolución de M87 ha podido ser afectada en gran medida impidiendo que se convirtiese en una galaxia espiral de gran tamaño. Las observaciones también significaron la presencia de ondas de sonidos: 56 octavas por debajo del Do central para las erupciones menores y 58 o 59 octavas por debajo del Do central para las mayores.

## Emisiones de rayos gamma: agujero negro supermasivo

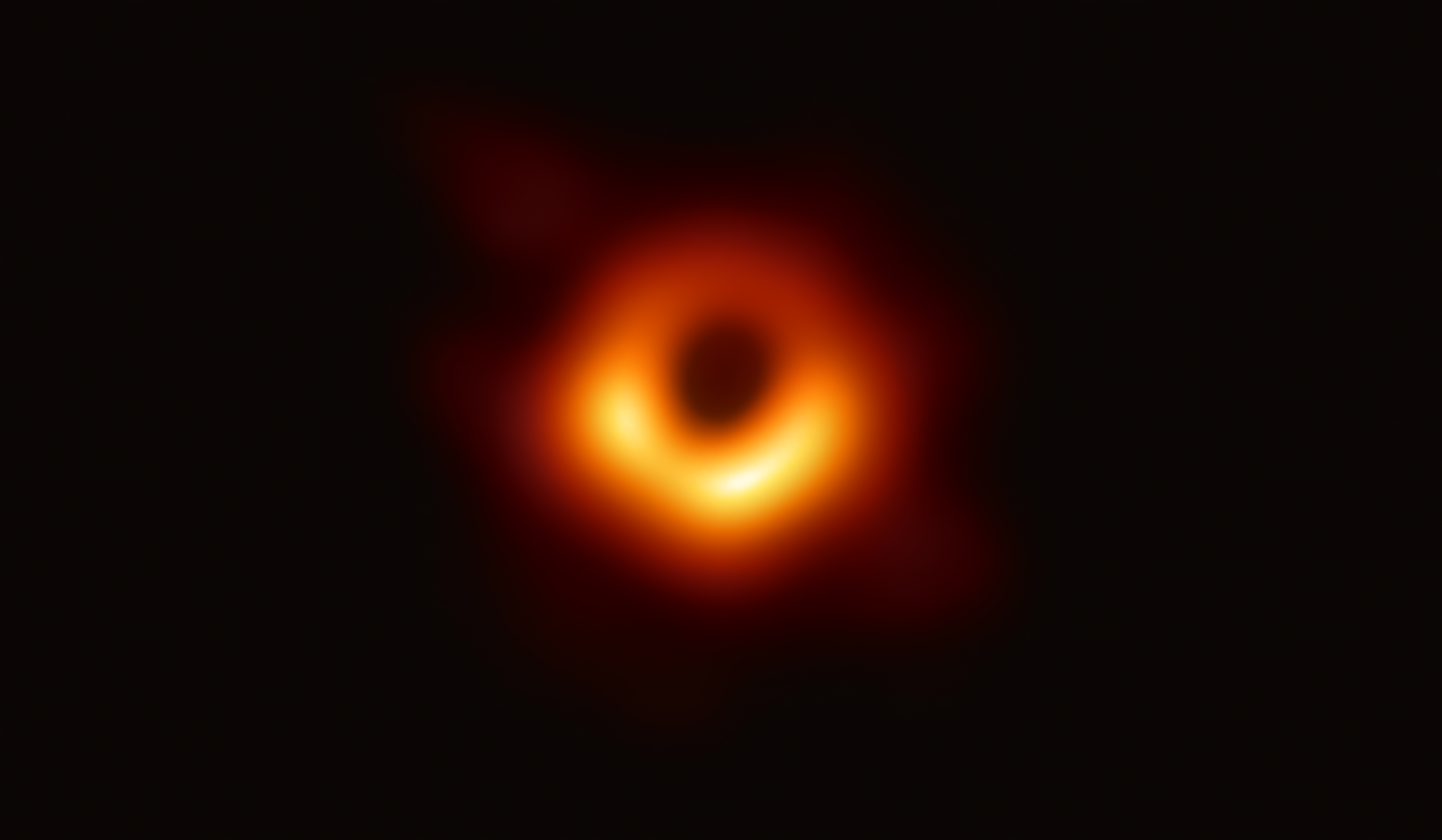
Imagen del núcleo de M87 tomada por el Event Horizon Telescope utilizando ondas de radio de 1.3 mm. El punto oscuro central es la sombra del agujero negro y es más grande que el horizonte de sucesos del agujero negro.

M87 es también fuente de rayos gamma. Los rayos gamma son los más energéticos del espectro electromagnético; más de un millón de veces de mayor intensidad que la luz visible. Los rayos gamma procedentes de M87 empezaron a observarse a finales de la década de 1990, pero más tarde, con telescopios HESS, los científicos han medido la variación del flujo de rayos gamma y han descubierto que los cambios se producen en cuestión de días.
Se ha aceptado que en el centro de M87 se encuentra un agujero negro supermasivo (se propuso llamarlo Powehi, que en hawaiano significa "creación oscura adornada e insondable"), con una masa de varios miles de millones de masas solares. Sin embargo, el hecho de que las variaciones puedan cambiar en unos días hace que el entorno inmediato al agujero negro supermasivo de M87, con un tamaño similar al Sistema Solar, sea la localización más prometedora de rayos gamma. En general, a menor superficie, mayor rapidez de variación y viceversa.
La primera imagen del agujero negro, que se hizo pública el miércoles, 10 de abril del 2019, fue tomada por el llamado Telescopio del Horizonte de Sucesos (EHT, siglas en inglés de Event Horizon Telescope), una red de ocho telescopios, gracias al algoritmo generado por un equipo del Laboratorio de Ciencias de la Computación e Inteligencia Artificial del Instituto de Tecnología de Massachusetts (MIT), el Centro de Astrofísica Harvard-Smithsonian y el Observatorio Haystack del MIT, dirigidos en el 2016 por Katie Bouman, quien en ese entonces era estudiante de posgrado en el propio MIT.